# (4095) Ishizuchisan
(4095) Ishizuchisan es un asteroide perteneciente al cinturón de asteroides, descubierto el 16 de septiembre de 1987 por Tsutomu Seki desde el Observatorio de Geisei, Geisei, Japón.

## Designación y nombre
Designado provisionalmente como 1987 SG. Fue nombrado Ishizuchisan en homenaje al monte Ishizuchi en Japón.